# Kokoro Saegusa
Kokoro Saegusa (三枝 こころ, Saegusa Kokoro), née le 2 juin 1987 à Anamizu, dans le district de Hōsu au préfecture d'Ishikawa, est une mannequin japonaise. Elle est représentée avec Neutral Management.
Le frère de Saegusa est l'homme d'affaires Yasuaki Miyashita.

## Biographie
Saegusa est née à Anamizu, dans le district de Hōsu au préfecture d'Ishikawa. Au collège, elle a gagné seize rounds au tournoi national de tennis de table. Alors qu'il se rendait au lycée préfectoral d'Ishikawa à Wajima, l'admission de Saegusa aux recommandations de tennis de table a été refusée. Elle a ensuite obtenu son diplôme de collège junior féminin Aoyama Gakuin. Passe-temps de Saegusa est le golf dans lequel elle a obtenu le meilleur score, soit 83 au tee régulier et 78 au tee dame.